# Kanton Availles-Limouzine
Der Kanton Availles-Limouzine war bis 2015 ein französischer Wahlkreis im Arrondissement Montmorillon, im Département Vienne und in der Region Poitou-Charentes; sein Hauptort war Availles-Limouzine. Vertreter im Generalrat des Departements war zuletzt von 2001 bis 2015 Roland Debiais (DVD).
Der Kanton Availles-Limouzine war 197,46 km² groß und hatte 2.924 Einwohner (Stand: 1999), was einer Bevölkerungsdichte von rund 15 Einwohnern pro km² entsprach. Er lag im Mittel 123 m hoch. Sein niedrigster (120 m) und sein höchster Punkt (224 m) lagen jeweils in Availles-Limouzine.

## Gemeinden
Der Kanton bestand aus vier Gemeinden:
| Gemeinde           | Einwohner Jahr | Fläche km² | Bevölkerungsdichte | Code INSEE | Postleitzahl |
| ------------------ | -------------- | ---------- | ------------------ | ---------- | ------------ |
| Availles-Limouzine | 1.293 (2013)   | 57,9       | 22 Einw./km²       | 86015      | 86460        |
| Mauprévoir         | 634 (2013)     | 48,59      | 13 Einw./km²       | 86152      | 86460        |
| Pressac            | 617 (2013)     | 49,21      | 13 Einw./km²       | 86200      | 86460        |
| Saint-Martin-l’Ars | 384 (2013)     | 41,76      | 9 Einw./km²        | 86234      | 86350        |